# Allen M. Fletcher
Allen Miller Fletcher, född 25 september 1853 i Indianapolis, Indiana, död 11 maj 1922 i Rutland, Vermont, var en amerikansk republikansk politiker. Han var guvernör i delstaten Vermont 1912–1915.
Fletcher gick i skola i Massachusetts, först i Swedenborgian School och sedan i Williston Academy (numera Williston Northampton School). Efter skolgången gjorde han sedan karriär inom bank- och finanssektorn.
Fletcher efterträdde 1912 John A. Mead som guvernör i Vermont och efterträddes 1915 av Charles W. Gates.
Kongregationalisten Fletcher gravsattes på Crown Hill Cemetery i Indianapolis.